# A un déu desconegut (novel·la)
A un déu desconegut és una obra escrita per John Steinbeck l'any 1933. Fou la seua segona novel·la i es basa en el drama d'un altre estudiant en Stanford, Webster Street.

## Argument
Un home anomenat Joseph Wayne se'n va de Vermont per anar a viure en una vall californiana. Uns dies després d'arribar rep una carta del seu germà que diu que son pare ha mort; Joseph creu que l'esperit del seu pare ha entrat en un arbre i els seus tres germans se'n van a viure amb ell i compren les terres adjacents.
Un indi amic de Joseph anomenat Juanito li mostra una gran roca al bosc. Joseph es casa amb una mestra que viu al poble de Nostra Senyora. Un dels germans talla l'arbre perquè creu que Joseph està resant al diable. Després hi ha una llarga sequera i les vaques comencen a morir. Després de tenir un fill, Elizabeth puja a una roca, cau i mor. La família decideix anar a San Joaquín per salvar el bestiar, però Joseph no hi vol anar.
Joseph viu al costat de la roca fins que Juanito torna, i li diu que hauria de parlar amb el pare Angelo. Ell li parla de salvar el seu esperit, però Joseph només vol salvar la terra: torna a la roca i es mata; comença a ploure, i Joseph s'adona que ell «és» la pluja.